# Rotterdam Open 2025 - Qualificazioni doppio
Le qualificazioni del doppio del Rotterdam Open 2025 sono state un torneo di tennis preliminare per accedere alla fase finale della manifestazione. I vincitori dell'ultimo turno sono entrati di diritto nel tabellone principale. In caso di ritiro di uno o più giocatori aventi diritto a questi sono subentrati i lucky loser, ossia i giocatori che hanno perso nell'ultimo turno ma che avevano una classifica più alta rispetto agli altri partecipanti che avevano comunque perso nel turno finale.

## Teste di serie
1. Hendrik Jebens /  Andreas Mies (primo turno)

1. Petr Nouza /  Patrik Rikl (ultimo turno)

## Qualificati
1. Jakob Schnaitter /  Mark Wallner

## Tabellone
|  | Primo turno | Primo turno                    | Primo turno | Primo turno | Primo turno |  |  | Ultimo turno | Ultimo turno                  | Ultimo turno                  | Ultimo turno | Ultimo turno |  |
|  |             |                                |             |             |             |  |  |              |                               |                               |              |              |  |
|  | 1           | Hendrik Jebens Andreas Mies    | 4           | 6           | [3]         |  |  |              |                               |                               |              |              |  |
|  |             | Jakob Schnaitter Mark Wallner  | 6           | 3           | [10]        |  |  |              | Jakob Schnaitter Mark Wallner | Jakob Schnaitter Mark Wallner | 6            | 7            |  |
|  | WC          | Matwé Middelkoop Mick Veldheer | 6           | 65          | [7]         |  |  | 2            | Petr Nouza Patrik Rikl        | Petr Nouza Patrik Rikl        | 2            | 60           |  |
|  | 2           | Petr Nouza Patrik Rikl         | 4           | 7           | [10]        |  |  |              |                               |                               |              |              |  |